# 1195 Orangia
1195 Orangia este un asteroid din centura principală, descoperit pe 24 mai 1931, de Cyril Jackson.